# Alchemilla glabriformis
Alchemilla glabriformis är en rosväxtart som beskrevs av Sergei Vasilievich Juzepczuk. Alchemilla glabriformis ingår i släktet daggkåpor, och familjen rosväxter. Inga underarter finns listade i Catalogue of Life.